# Baia de Porto Amboim
Baia de Porto Amboim är en vik i Angola.   Den ligger i kommunen Município Porto Amboim och provinsen Cuanza Sul, i den västra delen av landet, 210 kilometer söder om huvudstaden Luanda.
Omgivningarna runt Baia de Porto Amboim är i huvudsak ett öppet busklandskap. Runt Baia de Porto Amboim är det glesbefolkat, med 17 invånare per kvadratkilometer.